# 撒旦聖殿
撒旦神殿（英語：The Satanic Temple，通常縮寫為TST），是一個總部設在美國的無神論宗教和人權組織。    該組織在加拿大、澳大利亞和英國等地亦有其他會眾。  該組織由其發言人呂西安·格里夫斯和馬爾科姆·賈里（Malcolm Jarry）共同創立，  使用撒旦的形象來促進平等主義、社會正義和政教分離，以回應他們「鼓勵人們（對於所有人）展現仁慈和同情」的使命。撒旦神殿在其公開活動中利用諷刺、戲劇手段、幽默和法律行動來「引起關注並促使人們重新評估恐懼和自己的觀點」， 同時藉此「突出宗教虛偽和對宗教自由的侵犯」。    
撒旦神殿不相信超自然的撒旦，而是以文學上的撒旦作為隱喻，以促進務實的懷疑主義、理性的互惠、個人自主和好奇心。  因此，會眾們將撒旦視為反對專制、威權，和社會規範的「永恆的反叛者」。  信徒通常將他們的宗教稱為「撒旦教」或「現代撒旦教」（Modern Satanism），部分人士則稱其為「慈悲撒旦教」（Compassionate Satanism）或「七戒撒旦教」（Seven Tenet Satanism）。  
該組織以政治行動或遊說來參與公共事務。  其訴求主要著重於揭發基督教霸權。 該組織認為婚姻是一種宗教聖事，應受第一修正案對宗教自由的保護，該保護應高於州法律。  此外，由於該組織將身體的不可侵犯性視為一項重要教義，因此該組織認為所有對墮胎的限制都干預了撒旦聖殿教徒的宗教權。 

## 歷史

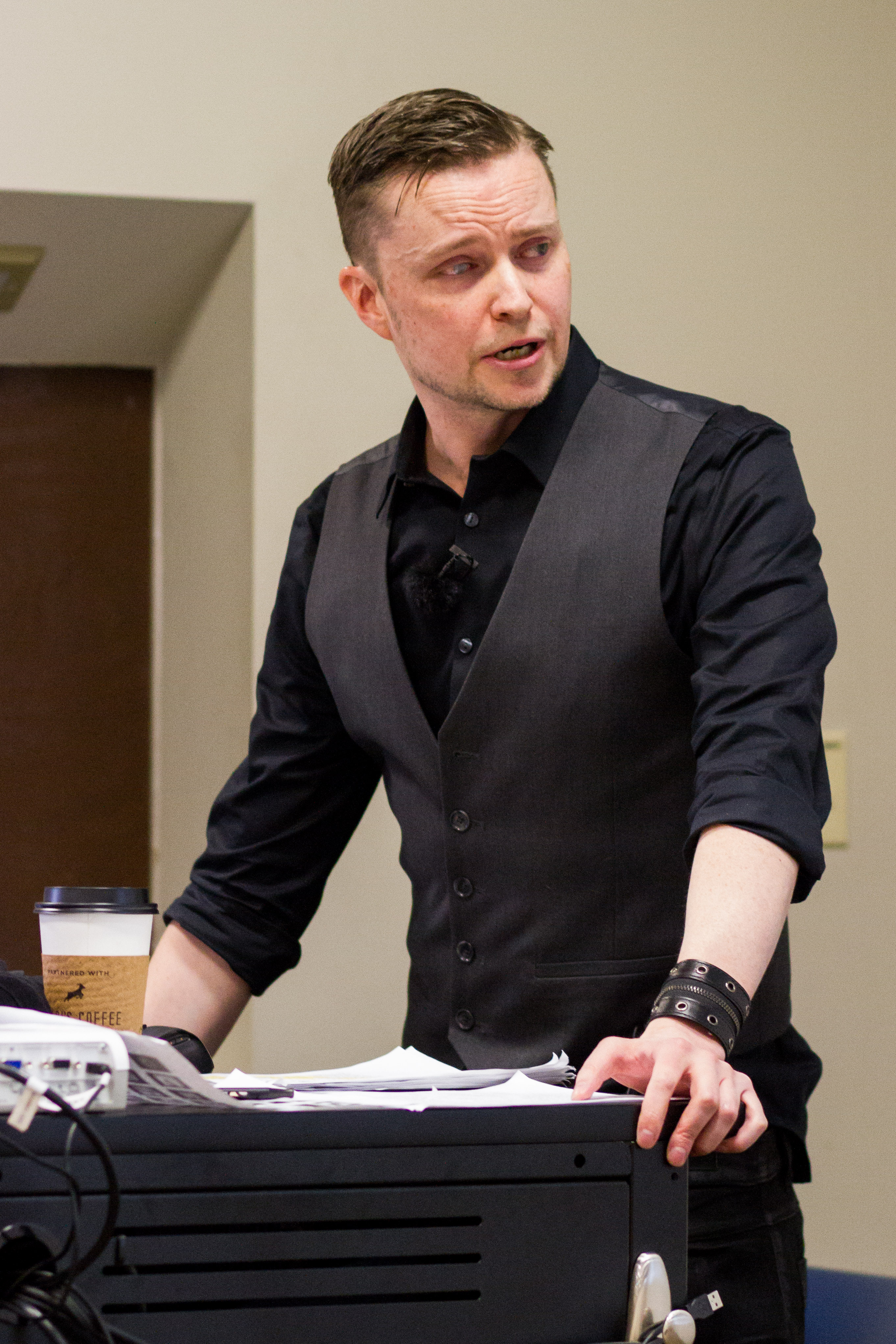
2016年3月的呂西安·格里夫斯

2012年，聯合創始人呂西安·格里夫斯和馬爾科姆·賈里（Malcolm Jarry）會面。2013年1月，撒旦聖殿創立。在接受《紐約時報》採訪時，馬爾科姆·賈里表示，之所以會建立這個教派，是在前美國總統喬治·W·布希組建信仰組織與社區合作白宫辦事處後，為了滿足「小布希政府接受資金的所有標準，同時引起他們的反感」而建立。

### 總部
撒旦神殿於2016年在麻薩諸塞州塞勒姆開設了官方總部。該總部由前維多利亞時代的殯儀館改建而成，並兼作塞勒姆美術館 

### 免稅狀況
2019年4月25日，聖殿宣布已獲得美國國稅局的免稅地位，被歸類為「教會或教會會議或協會」。 撒旦神殿此前一直不願追求免稅地位，直到2017年5月川普總統簽署的「促進言論自由和宗教自由」行政命令削弱了約翰遜修正案。 聯合創始人呂西安·格里夫斯當時表示：
當然，此事件的影響是：撒旦聖殿必須重新評估其先前拒絕接受宗教免稅的原則。這個立場現在賦予了「無」的總體優勢，而我們的神權同行踐踏了憲法及其以前所代表的一切。現在似乎是該採取更有原則的立場，以求能夠平等地與我們的對手交手，來盡可能平衡一場可怕的不對稱戰鬥。隨著「宗教人士」漸漸成為一種特權階層，我們必須確保所有人都可以享受這種特權，且該特權不會因為信仰的有無而遭受區別對待。隨著宗教政治格局越來越怪，非信徒應該相應地調整他們的語言，並堅持無神論和世俗的非營利組織，提出獨特的宗教觀點和/或對宗教的看法，這似乎是合理的，畢竟他們自己也是宗教免稅的合法受益人。
在宣布新的稅收地位時，格里夫斯表示：「鑑於在立法努力為一種宗教觀點建立一個成文的特權地位時，神權對政教分離的攻擊，我們認為接受宗教免稅——而不是放棄抗議——可以幫助我們更好地維護我們對平等准入和豁免的主張，同時消除對我們不符合真正宗教組織資格的任何懷疑。撒旦教會一直存在。」

### 國際地位
由於TST一開始不認為其活動範圍會超出美國境內，因此當影響力擴散至全球時，該組織在滿足各國追隨者、分會和會眾的不同需求方面遇到了挑戰。由於該組織在美國本土已有不小挑戰，因此並不願花費過多心力在容易引發宗教暴力的地區設立分會（如秘魯及烏干達）。 這個決定導致該組織出現第一次宗教分裂，進而促使另一個名為「全球撒旦教團」（Global Order of Satan）的組織誕生。 

## 使命和紀念
撒旦神殿描述其使命如下：
撒旦聖殿的使命是鼓勵所有人的仁慈和同理心，拒絕專橫的權威，倡導實用的常識，反對不公正，追求崇高的追求。撒旦聖殿公開對抗仇恨團體，爭取廢除公立學校體罰，在公共財產上放置宗教設施時申請平等代表，提供宗教豁免和法律保護不受不科學地限制婦女生殖自主權的法律的侵害，在心理保健中暴露有害的偽科學從業者，在被勸導組織圍困的學校中與其他宗教課後俱樂部一起組織俱樂部，並根據我們的信條。

### 信條
撒旦聖殿有七個基本原則： 
1. 一個人應該努力按照理性以同情和同理心對待所有生物。
2. 爭取正義是一項持續的和必要的追求，應高於法律和制度。
3. 一個人的身體是不可侵犯的，只服從於自己的意志。
4. 他人的自由應該得到尊重，包括冒犯的自由。故意和不公正地侵犯他人的自由就是放棄自己的自由。
5. 信念應該符合一個人對世界的最佳科學理解。一個人應該注意永遠不要扭曲科學事實以適應自己的信仰。
6. 人們容易犯錯。如果一個人犯了錯誤，應該盡力糾正它並解決可能造成的任何傷害。
7. 每一條信條都是指導原則，旨在激發行動和思想的高貴。慈悲、智慧和正義的精神應該永遠勝過書面或口頭的文字。

### 節日
撒旦聖殿提倡五個假日。 
| 日期        | 事件           |
| ----------- | -------------- |
| 2月15日     | 牧神節         |
| 4月30日     | 沃普爾吉斯之夜 |
| 7月25日     | 揭幕日         |
| 10 月 31 日 | 萬聖節         |
| 12月25日    | 無敵者索爾日   |

## 運動及倡議

### 灰色派系（Grey Faction）
灰色派係是撒旦神殿的一個項目，旨在揭露與撒旦儀式濫用陰謀論相關的瀆職和偽科學。灰色派抗議醫學會議，發起法律訴訟，並向醫學委員會請願。該派系抗議國際創傷與分離研究協會召開的會議，該協會提倡恢復記憶療法的不可信實踐。該組織還請求調查 Gigi Jordan 殺害她孩子的事件，這與不可信的便利溝通做法有關。     

### 校園禱告者（Prayer in schools）
該組織於2013年1月首次獲得媒體關注，此前一群撒旦教徒聚集在佛羅里達州議會大廈，表示他們批准州長里克·斯科特在前一年簽署成為法律的法案，即參議院第 98 號法案，該法案允許學生在學校集會上進行祈禱。該組織進一步表示，由於該法案沒有具體說明哪一個宗教可以進行祈禱，因此任何宗教的學生應該都有領導祈禱的權利，包括撒旦教。TST成員表示「我們出來展現我們的喜悅，因為現在我們信仰撒旦教的孩子們可以在學校向撒旦祈禱。」  

### 粉紅彌撒
2013年7月，撒旦神殿在威斯特布路浸信會創始人弗雷德·菲爾普斯的母親凱瑟琳·約翰斯頓（Catherine Johnston）的墳墓上舉行了「粉紅彌撒」。彌撒是在威斯特伯勒浸信會宣布他們打算為波士頓馬拉松爆炸案遇難者的葬禮設置糾察線後舉行的。Queerty.com建議他們將群眾的想法建立在後期聖徒運動派別舉行的類似活動的基礎上，他們將在那裡進行代理洗禮。粉紅色彌撒由格里夫斯主持，兩名男同性戀者在約翰斯頓的墳墓上親吻，格里夫斯用他的生殖器觸摸墓碑並念誦旨在改變死者性取向的咒語。格里夫斯因此受輕罪指控，並被告知如果他回到密西西比州勞德代爾縣（約翰斯頓的墳墓所在的地方）的話將會被捕。在菲爾普斯於2014年3月19日去世前不久，撒旦神殿表示有興趣為教會創始人舉行類似的儀式。撒旦神殿允許同性婚姻的祝福。      

### 黑彌撒（Black Mass）
2014年5月，聖殿安排在哈佛大學校園舉行黑彌撒，由哈佛大學推廣文化研究俱樂部贊助；由於波士頓羅馬天主教大主教管區和學校管理人員的強烈反對，該活動被迫搬離校園。   

### 巴風特雕像（Baphomet statue）
巴風特的青銅雕像具有山羊頭以及天使翅膀，並於2014年群眾募款成功。此雕像原本將放置在俄克拉荷馬州和阿肯色州的議會大廈前，以諷刺兩州將十誡碑這種具宗教意味的象徵物放在世俗議會大廈前的不合理。

### 兒童保護計畫（Protect Children Project）
該計畫於2014年春季發起，旨在保護學校兒童不受到教師和管理人員精神或身體的虐待，如約束和體罰。該計畫請參與者列印預先寫好的信件，並在「兒童保護日」寄給學校董事會，作為抗議的一種形式。2017年3月，作為該計畫的一份子，撒旦聖殿發起了一項反對學校體罰的反打屁股運動。他們在德克薩斯州為廣告牌揭幕，牌上寫著「別在學校挨打，行使你的宗教權。」（Never be hit in school again. Exercise your religious rights.） 

### 計劃生育的反抗議
2015年8月22日，撒旦神殿的底特律分會在芬代爾的計劃生育聯合會地點外舉行了一場反抗議活動，以回應計劃在同一天抗議計劃生育的反墮胎團體。作為抗議的一部分，聖殿舉行了一場游擊戲劇表演，其中包括兩名打扮成神職人員的男子向跪著的女演員倒牛奶。這不是聖殿為支持該組織而舉行的第一次此類抗議活動，因為他們之前曾在2013年舉行過一次抗議活動，他們將孩子帶到德克薩斯州議會大廈，他們高呼「操你」和「撒旦萬歲」，並舉著寫有「遠離我媽陰道」的標語。 
2016年4月23日，底特律分會的成員抗議公民支持生命支持協會對計劃生育的抗議。神廟成員身著奴役裝束，戴著嬰兒面具和尿布進行鞭打。分會表示，抗議的原因是「將反選擇抗議暴露為胎兒偶像崇拜的行為，突出對『嬰兒』的迷信和抽象。」 

### 穆斯林難民行動
2015年11月，聖殿因主動接納因2015年巴黎恐怖襲擊而害怕遭到強烈敵視的穆斯林或難民而受到媒體關注。 

### 胡尼佩羅·塞拉的妖魔化
聖殿的洛杉磯分會也抗議方濟各將胡尼佩羅·塞拉封為聖徒，並於2015年10月舉行了一個儀式，將這位基督教傳教士「妖魔化」，稱塞拉幫助奴役了成千上萬的美洲原住民，他「也在他的領土上領導西班牙宗教裁判所，以巫術、巫術和惡魔崇拜罪審判傳教士的居民。」 

### 五角星儀式
2016年6月6日，聖殿在洛杉磯縣的加利福尼亞州蘭開斯特市舉行了五角星儀式，以支持加利福尼亞州參議員候選人史蒂夫希爾，他希望成為第一位當選公職的撒旦聖殿成員。 

### 課後撒旦（After School Satan）
課後撒旦是由撒旦神殿贊助的課外活動。它創建於2016年7月，作為基督教課後團體好消息俱樂部的替代品。   